# Margit híd

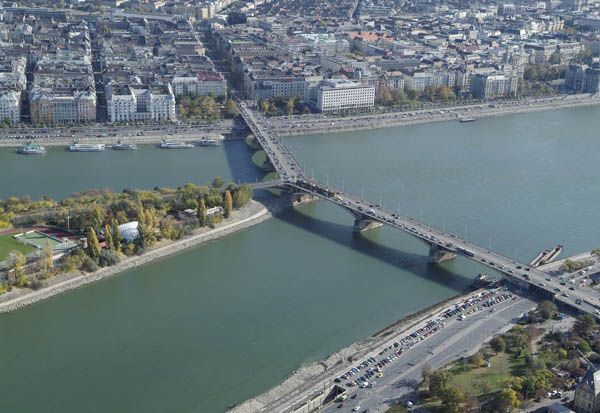
Letecký snímek mostu, pohled od Budína

Margit híd (česky přeložitelné jako Markétin most) je 637,5 m dlouhý a 25 m široký most v Budapešti. Spojuje budínskou a pešťskou stranu města přes řeku Dunaj. Je druhým nejsevernějším a druhým nejstarším mostem ve městě.

## Historický vývoj
Most projektoval francouzský architekt Ernest Gouin, postavila jej rovněž francouzská společnost, a to mezi lety 1872 a 1876. Doplnil tak Széchenyiho řetězový most, který až do dokončení Margaretina mostu byl jedinou pevnou spojnicí mezi oběma částmi města.
2. listopadu 1944 byl most zničen aktivací připravených náloží. Tak jako ostatní mosty přes Dunaj, Němci, při obraně Hradního vrchu. Zničeny byly dva pilíře a most se zřítil do Dunaje. Jako jeho náhrada sloužil dočasný Manci híd umístěný severně přes obě ramena Dunaje přes Markétin ostrov.
V letech 2009–2011 proběhla rekonstrukce mostu s úplným vyloučením silniční dopravy, částečně byl zachován tramvajový a pěší provoz.

## Trasa
Most spojuje nejen oba břehy Dunaje, ale také i Margaretin ostrov, který jej dělí na dvě části. Ty spolu svírají úhel 150°; most je tedy lomený. Původně měl být rovný s malou odbočkou směrem k ostrovu, ta však nemohla být postavena vzhledem k nedostatku financí a tak byla trasa mostu změněna do své současné podoby.